# آنا لتنسکا
آنا لتنسکا (چکی: Anna Letenská؛ زادهٔ ۲۹ اوت ۱۹۰۴ - درگذشته ۲۴ اکتبر ۱۹۴۲) یک هنرپیشه اهل جمهوری چک بود.
او طی دههٔ ۱۹۳۰ و ۱۹۴۰ میلادی، در ۲۵ فیلم سینمایی بازی کرد و در جریان جنگ جهانی دوم در اردوگاه کار اجباری ماوتهاوزن توسط عوامل حکومت آلمان نازی به قتل رسید.